# Kassau (Clenze)

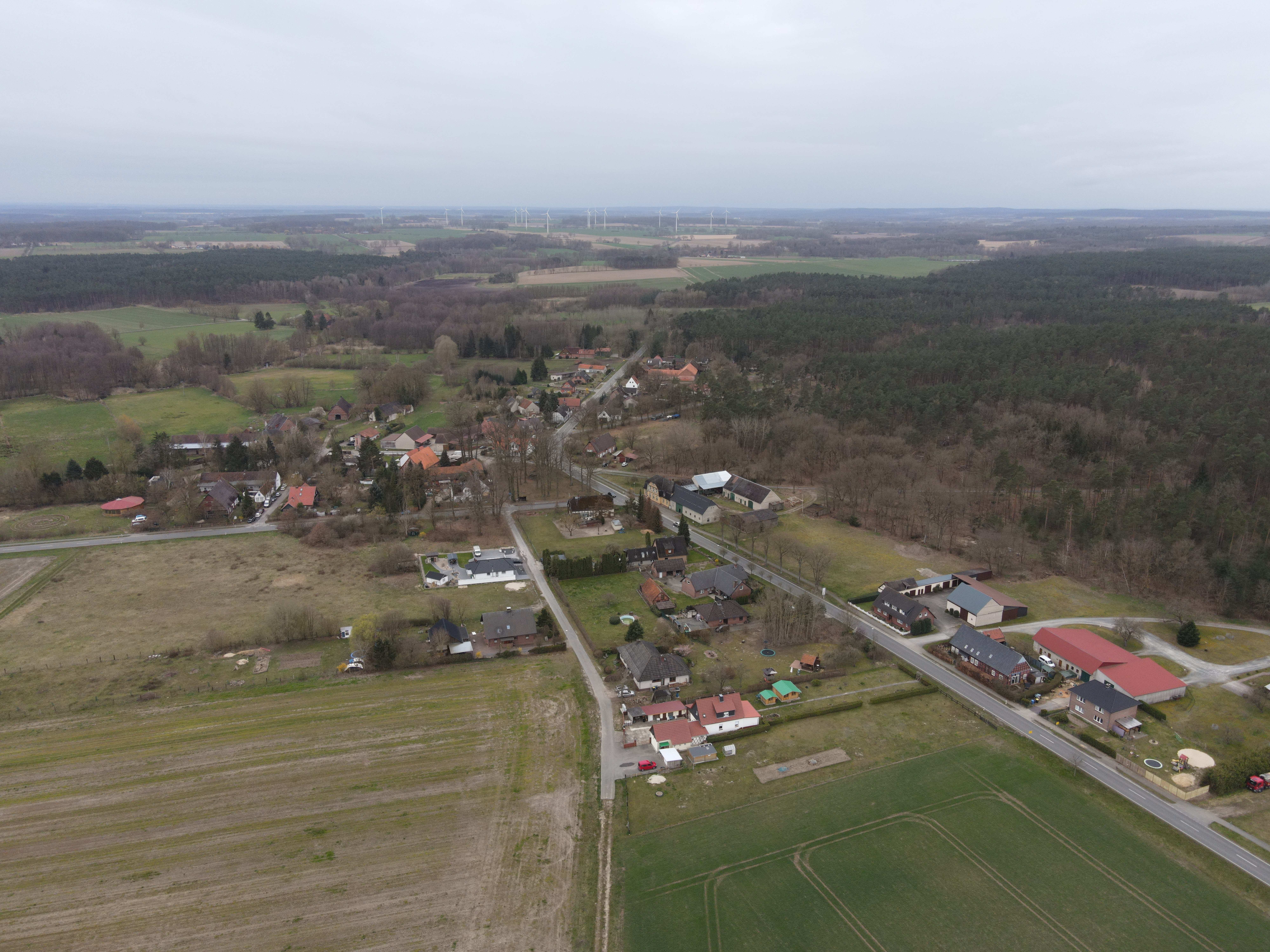
Kassau im April 2021 von Norden

Kassau ist ein Ortsteil der Gemeinde Clenze im niedersächsischen Landkreis Lüchow-Dannenberg. 
Das Dorf liegt südwestlich vom Kernbereich von Clenze an der Landesstraße L 261. Südlich und südwestlich von Kassau erstreckt sich das 480 ha große Naturschutzgebiet Schnegaer Mühlenbachtal. Es wird vom 13,1 km langen Schnegaer Mühlengraben, einem Nebenfluss der Wustrower Dumme, durchflossen. 

## Geschichte
Am 1. Juli 1972 wurde Kassau in die Gemeinde Clenze eingegliedert.